# Preambulum
Preambulum (z łac. praeambulum)-  w muzyce renesansu: instrumentalna forma muzyczna (najczęściej przeznaczona na organy, często wstęp instrumentalny do większego utworu muzycznego (lub cyklu utworów). 
Preambulum jest jedną z najstarszych form muzyki organowej. Określenie "preambulum" było używane głównie w XVI wieku, później podobne utwory zaczęto określać słowem preludium. Główny temat muzyczny preambulów nawiązywał często do melodii pieśni kościelnych lub innych utworów muzycznych. W XVI-wiecznej Polsce preambula były zwykle notowane w zapisie tabulaturowym. Najbogatszym zachowanym polskim zbiorem, w którym znajdują się preambula, jest Tabulatura Jana z Lublina (znajdują się tam 22 preambula). 

## Literatura
Encyklopedia muzyki, red. A. Chodkowski, Wydawnictwo Naukowe PWN, Warszawa 1995, s. 719.